# Vilanova de Sau
Vilanova de Sau település Spanyolországban, Barcelona tartományban. Lakosainak száma 317 fő (2024).

## Földrajza
Vilanova de Sau Tavertet, Rupit i Pruit, Sant Hilari Sacalm, Espinelves, Sant Sadurní d’Osormort, Tavèrnoles és Les Masies de Roda községekkel határos.

## Népesség
A település lakosságának változását az alábbi diagram mutatja:
| Lakosok száma | 450  | 883  | 856  | 979  | 311  | 339  | 336  | 314  | 299  | 317  |
|               | 1717 | 1887 | 1936 | 1960 | 1986 | 2004 | 2009 | 2014 | 2019 | 2024 |